# Euxoa rheatensis
Euxoa rheatensis är en fjärilsart som beskrevs av Emilio Berio 1976. Euxoa rheatensis ingår i släktet Euxoa och familjen nattflyn. Inga underarter finns listade i Catalogue of Life.